# Fryderyk dla artysty roku
Fryderyk dla artysty roku – polska nagroda muzyczna Fryderyk, przyznawana corocznie w latach 1995–2012 i 2022–2024 w sekcji muzyki rozrywkowej w kategorii artysta roku. Honorowała solowych artystów muzycznych (płci męskiej) za całokształt działalności w danym roku. Fryderyki są przyznawane od 1995 przez Związek Producentów Audio-Video (ZPAV) za osiągnięcia w rodzimym przemyśle muzycznym. Od 2000 za wyłanianie nominowanych, a następnie laureatów odpowiedzialna jest powołana przez ZPAV Akademia Fonograficzna.
Kategoria została wprowadzona podczas pierwszej edycji, Fryderyków 1994, pod nazwą najlepszy wokalista. W edycjach od 1995 do 2012 funkcjonowała pod nazwą wokalista roku. Została wycofana w edycjach od 2013 do 2021, przy czym przez dwie pierwsze z nich była zastąpiona przez kategorię artysta roku, honorującą dowolnych wykonawców solowych lub zespoły. Powróciła w edycjach od 2022 do 2024 pod nazwą artysta roku. W edycji 2025 ponownie została wycofana w związku z wprowadzeniem kategorii artysta / artystka roku, honorującej wykonawców solowych lub zespoły.
Najwięcej nominacji w kategorii (8) otrzymał Robert Gawliński. Najwięcej nagród (3) zdobył Mietek Szcześniak. Po 2 nagrody wygrali Kuba Badach i Tomasz Lipnicki.

## Laureaci i nominowani
| Rok  | Zdjęcie                                                                           | Laureat             | Pozostałe nominacje                                                          | Źr.    |
| ---- | --------------------------------------------------------------------------------- | ------------------- | ---------------------------------------------------------------------------- | ------ |
| 1994 |                                                                                   | Stanisław Sojka     | - Grzegorz Turnau - Kazik Staszewski - Robert Gawliński - Tomasz Lipnicki    | [ 8 ]  |
| 1995 |                                                                                   | Grzegorz Turnau     | - Liroy - Robert Gawliński - Stanisław Sojka - Tomasz Lipnicki               | [ 9 ]  |
| 1996 |                                                                                   | Andrzej Piaseczny   | - Maciej Maleńczuk - Robert Amirian - Robert Gawliński - Stanisław Sojka     | [ 10 ] |
| 1997 |                                                                                   | Krzysztof Cugowski  | - Artur Rojek - Grzegorz Markowski - Grzegorz Turnau - Kazik                 | [ 11 ] |
| 1998 |                                                                                   | Mietek Szcześniak   | - Grzegorz Markowski - Kazik Staszewski - Robert Gawliński - Stanisław Sojka | [ 12 ] |
| 1999 | - Artur Rojek - Grzegorz Markowski - Kazik Staszewski - Robert Gawliński          | Mietek Szcześniak   | [ 13 ]                                                                       |        |
| 2000 | - Artur Gadowski - Artur Rojek - Krzysztof Cugowski - Ryszard Rynkowski           | Mietek Szcześniak   | [ 14 ]                                                                       |        |
| 2001 |                                                                                   | Ryszard Rynkowski   | - Artur Rojek - Czesław Niemen - Krzysztof Krawczyk - Muniek Staszczyk       | [ 15 ] |
| 2002 |                                                                                   | Robert Gawliński    | - Adam Nowak - Artur Rojek - Krzysztof Krawczyk - Stanisław Sojka            | [ 16 ] |
| 2003 |                                                                                   | Marcin Rozynek      | - Adam Nowak - Artur Rojek - Maciej Maleńczuk - Ryszard Rynkowski            | [ 17 ] |
| 2004 |                                                                                   | Krzysztof Krawczyk  | - Janusz Radek - Marcin Rozynek - Piotr Rogucki - Robert Gawliński           | [ 18 ] |
| 2005 |                                                                                   | Krzysztof Kiljański | - Andrzej Piaseczny - Grzegorz Skawiński - Lech Janerka - Robert Gawliński   | [ 19 ] |
| 2006 |                                                                                   | Maciej Maleńczuk    | - Artur Rojek - Grzegorz Turnau - Mieczysław Szcześniak - Piotr Rogucki      | [ 20 ] |
| 2008 |                                                                                   | Tomasz Lipnicki     | - Adam Nowak - Maciej Maleńczuk - Piotr Kupicha - Wojciech Waglewski         | [ 21 ] |
| 2009 |                                                                                   | Piotr Rogucki       | - Czesław Mozil - Piotr Cugowski - Piotr Kupicha - Maciej Maleńczuk          | [ 22 ] |
| 2010 |                                                                                   | Tomasz Lipnicki     | - Andrzej Piaseczny - Maciej Maleńczuk - Tymon Tymański - Stanisław Sojka    | [ 23 ] |
| 2011 |                                                                                   | Kuba Badach         | - Andrzej Piaseczny - Czesław Mozil - Piotr Rogucki - Stanisław Sojka        | [ 24 ] |
| 2012 | - Andrzej Piaseczny - Piotr Rogucki - Sebastian Karpiel-Bułecka - Tomasz Lipnicki | Kuba Badach         | [ 25 ]                                                                       |        |
| 2022 |                                                                                   | Ralph Kaminski      | - Krzysztof Zalewski - Mata - Mrozu - Szczyl                                 | [ 26 ] |
| 2023 |                                                                                   | Mrozu               | - Dawid Podsiadło - Ralph Kaminski - Rubens - Vito Bambino                   | [ 27 ] |
| 2024 |                                                                                   | Lech Janerka        | - Krzysztof Zalewski - Mrozu - Taco Hemingway - Vito Bambino                 | [ 28 ] |

## Statystyki
| Liczba | Artysta           | Lata             |
| ------ | ----------------- | ---------------- |
| 3      | Mietek Szcześniak | 1998, 1999, 2000 |
| 2      | Kuba Badach       | 2011, 2012       |
| 2      | Tomasz Lipnicki   | 2008, 2010       |

| Liczba | Artysta            | Lata                                           |
| ------ | ------------------ | ---------------------------------------------- |
| 8      | Robert Gawliński   | 1994, 1995, 1996, 1998, 1999, 2002, 2004, 2005 |
| 7      | Artur Rojek        | 1997, 1999, 2000, 2001, 2002, 2003, 2006       |
| 7      | Stanisław Sojka    | 1994, 1995, 1996, 1998, 2002, 2010, 2011       |
| 6      | Maciej Maleńczuk   | 1996, 2003, 2006, 2008, 2009, 2010             |
| 5      | Andrzej Piaseczny  | 1996, 2005, 2010, 2011, 2012                   |
| 5      | Piotr Rogucki      | 2004, 2006, 2009, 2011, 2012                   |
| 5      | Tomasz Lipnicki    | 1994, 1995, 2008, 2010, 2012                   |
| 4      | Grzegorz Turnau    | 1994, 1995, 1997, 2006                         |
| 4      | Kazik Staszewski   | 1994, 1997, 1998, 1999                         |
| 4      | Mietek Szcześniak  | 1998, 1999, 2000, 2006                         |
| 3      | Adam Nowak         | 2002, 2003, 2008                               |
| 3      | Grzegorz Markowski | 1997, 1998, 1999                               |
| 3      | Krzysztof Krawczyk | 2001, 2002, 2004                               |
| 3      | Mrozu              | 2022, 2023, 2024                               |
| 3      | Ryszard Rynkowski  | 2000, 2001, 2003                               |